# Soldato di Bronzo
Il Soldato di Bronzo (in estone: Pronkssõdur; in russo Бронзовый солдат?, Bronzovyj soldat), noto ufficialmente come Monumento ai caduti della Seconda guerra mondiale ed in passato come Monumento ai liberatori di Tallinn e soprannominato anche Aljoša, è un memoriale di guerra sovietico di Tallinn, sito nel Cimitero delle Forze di difesa.
Realizzato nel secondo dopoguerra sulla centralissima Tõnismägi per commemorare i caduti sovietici durante la seconda guerra mondiale, il monumento fu inaugurato il 22 settembre 1947, in occasione del terzo anniversario dall'entrata dell'Armata Rossa a Tallinn, in sostituzione di un precedente monumento a forma di piramide sormontato da una stella rossa e distrutto da due giovani estoni l'8 maggio 1946; il monumento fu circondato con tombe di almeno una decina di soldati sovietici. Il monumento è stato a lungo al centro di controversie, perlopiù legate all'interpretazione degli eventi occorsi durante la seconda guerra mondiale, tra le autorità estoni, la comunità russofona estone e la Russia. Nel 2007 si decise quindi di spostare il monumento dalla sua posizione originaria al cimitero militare di Tallinn; la decisione fu aspramente criticata dalle autorità russe e risultò in due notti di scontri per le strade della capitale, proteste di fronte all'ambasciata estone in Russia a Mosca e una serie di cyberattacchi contro siti web estoni istituzionali e non.

## Storia

### Antefatto e realizzazione
La realizzazione di un monumento a Tallinn fu decisa dalle autorità sovietiche dopo la riconquista della città avvenuta il 22 settembre 1944; la città era stata già abbandonata dalle forze naziste il 18 settembre ed era governata dal Comitato nazionale della Repubblica d'Estonia, che tentò invano di ripristinare la sovranità nazionale estone persa dopo l'occupazione dei paesi baltici del 1940.
Il primo monumento fu una piccola piramide lignea di colore blu, alta circa un metro, sormontata da una stella rossa; il sito fu scelto probabilmente poiché il 25 settembre vi erano stati seppelliti i resti di due soldati sovietici, seguiti da altre sepolture nell'aprile 1945. Questo monumento fu distrutto nella notte dell'8 maggio 1946 da due giovani estoni Aili Jürgenson e Ageeda Paavel in segno di rappresaglia contro la distruzione da parte delle autorità sovietiche di monumenti riconducibili alla Guerra d'indipendenza estone. Le due giovani furono poi arrestate dal Commissariato del popolo per gli affari interni ed internate in un gulag sui monti Urali.
Per rimpiazzare il monumento distrutto si pensò di realizzarne un altro che simboleggiasse concretamente i caduti sovietici durante la seconda guerra mondiale. Il nuovo monumento fu disegnato nel 1947 da Enn Roos e Arnold Alas e fu inaugurato il 22 settembre dello stesso anno per commemorare il terzo anniversario dall'ingresso dell'Armata Rossa a Tallinn, visto come atto di liberazione dai sovietici e come atto di occupazione da parte degli estoni. Nel 1964 fu aggiunta una fiamma eterna.

### Controversie e spostamento
Sin dalla proclamazione d'indipendenza dell'Estonia nel 1991 il monumento fu spesso al centro di controversie poiché se da un lato era visto, soprattutto dalla comunità russofona, come simbolo della vittoria sovietica contro la Germania nazista nella Grande guerra patriottica dall'altro veniva percepito dagli estoni come un segno tangibile dell'occupazione sovietica dell'Estonia. Nel 1991 la dedica del monumento, assegnata ai "liberatori di Tallinn" fu modificata in un più neutro ricordo dei "caduti durante la seconda guerra mondiale" e contestualmente fu spenta la fiamma eterna.
Nel 2006 il partito conservatore Unione Patriottica propose una petizione al consiglio comunale della città per la demolizione del monumento. Questa iniziativa portò il Presidente Toomas Hendrik Ilves a firmare una legge che ne prevedeva lo spostamento, comprensivo dell'esumazione e della successiva ri-inumazione dei corpi dei militari sovietici, presso il cimitero militare, un'area ritenuta "meno controversa". La decisione delle autorità estoni è stata fortemente osteggiata dalla Russia.
Le attività di spostamento del monumento furono effettuate nell'aprile 2007 e portarono a due notti di protesta a Tallinn, poi ribattezzate come Notte di bronzo, oltre che a dure reazioni anche in Russia, dove la Duma di Stato passò una legge che impegnava il Presidente Vladimir Putin a valutare anche le più drastiche contromisure (come la rottura delle relazioni diplomatiche). Durante le operazioni di spostamento sono stati identificati 13 corpi di militari sovietici, quattro dei quali sono stati riconsegnati su richiesta alle rispettive famiglie.
In seguito all'invasione russa dell'Ucraina del 2022 il monumento è stato nuovamente vandalizzato.